# Yesterwynde
Yesterwynde — десятий студійний альбом фінського симфо-метал гурту Nightwish, представлений 20 вересня 2024 року лейблом Nuclear Blast. Це перший альбом гурту після Wishmaster (2000), у записі якого не взяв участь Марко Гієтала після свого відходу з гурту в січні 2021 року і де вперше взяв участь Юкка Коскінен як новий басист.

## Список пісень
Автор музики і слів Туомас Голопайнен. 
| Список пісень альбому Yesterwynde | Список пісень альбому Yesterwynde | Список пісень альбому Yesterwynde |
| #                                 | Назва                             | Тривалість                        |
| --------------------------------- | --------------------------------- | --------------------------------- |
| 1.                                | «Yesterwynde»                     | 2:43                              |
| 2.                                | «An Ocean of Strange Islands»     | 9:26                              |
| 3.                                | «The Antikythera Mechanism»       | 5:55                              |
| 4.                                | «The Day of...»                   | 4:34                              |
| 5.                                | «Perfume of the Timeless»         | 8:11                              |
| 6.                                | «Sway»                            | 4:23                              |
| 7.                                | «The Children of 'Ata»            | 5:37                              |
| 8.                                | «Something Whispered Follow Me»   | 6:39                              |
| 9.                                | «Spider Silk»                     | 6:26                              |
| 10.                               | «Hiraeth»                         | 6:14                              |
| 11.                               | «The Weave»                       | 4:53                              |
| 12.                               | «Lanternlight»                    | 6:06                              |
| 71:07                             |                                   |                                   |

## Чарти
| Чарт (2024)                                        | Найвища позиція |
| -------------------------------------------------- | --------------- |
| Бельгія Belgian Albums (Ultratop Flanders)         | 12              |
| Бельгія Belgian Albums (Ultratop Wallonia)         | 17              |
| Чехія Czech Albums (ČNS IFPI)                      | 78              |
| Нідерланди Dutch Albums (MegaCharts)               | 4               |
| Фінляндія Finnish Albums (Suomen virallinen lista) | 1               |
| Німеччина German Albums (Offizielle Top 100)       | 2               |
| Italian Albums (FIMI)                              | 47              |
| Японія Japanese Albums (Oricon)                    | 50              |
| Japanese Hot Albums (Billboard Japan)              | 59              |
| Шотландія Scottish Albums (OCC)                    | 6               |
| Swedish Albums (Sverigetopplistan)                 | 6               |
| Швейцарія Swiss Albums (Schweizer Hitparade)       | 2               |
| Велика Британія UK Albums (OCC)                    | 20              |
| Велика Британія UK Independent Albums (OCC)        | 3               |
| Велика Британія UK Rock & Metal Albums (OCC)       | 1               |